# Macrohilum eucalypti
Macrohilum eucalypti är en svampart som beskrevs av H.J. Swart 1988. Macrohilum eucalypti ingår i släktet Macrohilum, ordningen Diaporthales, klassen Sordariomycetes, divisionen sporsäcksvampar och riket svampar.   Inga underarter finns listade i Catalogue of Life.